# Joao Benavides
Joao Marcos Benavides Rochabrund (ur. 9 stycznia 1997) – peruwiański zapaśnik walczący w stylu klasycznym. Zajął siódme miejsce na igrzyskach panamerykańskich w 2019. Szósty na igrzyskach Ameryki Południowej w 2018. Brązowy medalista mistrzostw panamerykańskich w 2022. Mistrz Ameryki Południowej w 2019. Trzynasty w indywidualnym Pucharze Świata w 2020. Wicemistrz panamerykański juniorów w 2016 i 2017. Srebrny medalista igrzysk boliwaryjskich w 2022. Wicemistrz panamerykański kadetów w 2014 roku.